# Banje Selo (Chorwacja)
Banje Selo – wieś w Chorwacji, w żupanii zagrzebskiej, w mieście Sveti Ivan Zelina. W 2011 roku liczyła 106 mieszkańców.